# I liga brazylijska w piłce nożnej (1987)
I liga brazylijska w piłce nożnej (1987) lub Campeonato Brasileiro 1987 – 17. edycja piłkarskich mistrzostw Brazylii. Trwała od 11 września 1987 do 7 lutego 1988, a mistrzem została drużyna Sport Recife pokonując w finale turnieju Guarani Campinas. W wyniku nieporozumień i sporów organizacyjnych, a także dyskusyjnych zmian regulaminowych w trakcie jej trwania jest do dziś jedną z najbardziej komentowanych i budzących kontrowersje w historii brazylijskiej ligi.

## I Copa União – Módulo Verde

### Pierwszy etap
W pierwszym etapie kluby z grupy A grały tylko i wyłącznie z klubami z grupy B.

#### Kolejka 1
| Data             | Mecz |
| ---------------- | --- |
| 11 września 1987 | SE Palmeiras – Cruzeiro EC 2:0 Mauro, Tato.                                                                           |
| 12 września 1987 | Botafogo FR – Goiás Goiânia 1:0 Berg.                                                                                 |
| 13 września 1987 | SC Corinthians Paulista – Fluminense FC 0:1 Assis.                                                                    |
| 13 września 1987 | CR Flamengo – São Paulo 0:2 Müller (2).                                                                               |
| 13 września 1987 | SC Internacional – Santa Cruz FC 4:0 Amarildo (3), Paulo Matos.                                                       |
| 13 września 1987 | Coritiba FBC – Grêmio Porto Alegre 0:1 Lima.                                                                          |
| 13 września 1987 | EC Bahia – CR Vasco da Gama 0:3 Romário (3).                                                                          |
| 13 września 1987 | Atlético Mineiro – Santos FC 5:1 Marquinhos, Batista, Chiquinho, Paulo Roberto Prestes, Marquinho Carioca – Mendonça. |

#### Kolejka 2
| Data             | Mecz                                                                |
| ---------------- | ------------------------------------------------------------------- |
| 18 września 1987 | SC Corinthians Paulista – Goiás Goiânia 0:1 Fagundes.               |
| 19 września 1987 | Atlético Mineiro – SC Internacional 0:0                             |
| 20 września 1987 | Santos FC – SE Palmeiras 0:0                                        |
| 20 września 1987 | Fluminense FC – Botafogo FR 1:1 Washington – Vágner.                |
| 20 września 1987 | EC Bahia – São Paulo 1:1 Bobô – Zé Teodoro.                         |
| 20 września 1987 | CR Flamengo – CR Vasco da Gama 2:1 Zico, Bebeto – Roberto Dinamite. |
| 20 września 1987 | Grêmio Porto Alegre – Cruzeiro EC 0:0                               |
| 20 września 1987 | Santa Cruz FC – Coritiba FBC 0:0                                    |

#### Kolejka 3
| Data             | Mecz                                                               |
| ---------------- | ------------------------------------------------------------------ |
| 23 września 1987 | Fluminense FC – SE Palmeiras 2:0 Marcelo Henrique, Leomir.         |
| 23 września 1987 | São Paulo – Santa Cruz FC 3:0 Müller (3)                           |
| 23 września 1987 | Grêmio Porto Alegre – CR Vasco da Gama 1:0 Lima                    |
| 23 września 1987 | Cruzeiro EC – EC Bahia 2:1 Édson, Cláudio Adăo – Hélio             |
| 23 września 1987 | Coritiba FBC – SC Corinthians Paulista 2:1 Lela, Mílton – Éverton. |
| 24 września 1987 | Botafogo FR – SC Internacional 0:0                                 |
| 24 września 1987 | Santos FC – CR Flamengo 0:0                                        |
| 30 września 1987 | Goiás Goiânia – Atlético Mineiro 0:1 Chiquinho.                    |

#### Kolejka 4
| Data             | Mecz                                                                                                |
| ---------------- | --------------------------------------------------------------------------------------------------- |
| 26 września 1987 | Coritiba FBC – EC Bahia 2:1 Carlos Henrique, Tostăo – Bobô                                          |
| 26 września 1987 | Fluminense FC – Grêmio Porto Alegre 0:0                                                             |
| 26 września 1987 | SE Palmeiras – São Paulo 2:1 Gérson Caçapa, Edu Manga – Pita                                        |
| 26 września 1987 | Goiás Goiânia – Santa Cruz FC 1:0 Formiga                                                           |
| 27 września 1987 | Cruzeiro EC – Botafogo FR 1:1 Róbson – Mongoal                                                      |
| 27 września 1987 | SC Corinthians Paulista – Santos FC 0:0                                                             |
| 27 września 1987 | SC Internacional – CR Flamengo 2:0 Hęider, Luís Fernando Flores.                                    |
| 27 września 1987 | CR Vasco da Gama – Atlético Mineiro 1:2 Roberto Dinamite – Vânder Luís, Paulo Roberto Costa-Vasco s |

#### Kolejka 5
| Data                | Mecz                                                              |
| ------------------- | ----------------------------------------------------------------- |
| 1 października 1987 | CR Vasco da Gama – Botafogo FR 1:0 Luís Carlos                    |
| 2 października 1987 | SC Internacional – SE Palmeiras 2:0 Luís Fernando Flores, Aloísio |
| 3 października 1987 | Atlético Mineiro – Coritiba FBC 2:0 Renato, Paulo Roberto Prestes |
| 3 października 1987 | Santos FC – Grêmio Porto Alegre 1:0 Edelvan                       |
| 4 października 1987 | EC Bahia – Goiás Goiânia 1:0 Zé Carlos                            |
| 4 października 1987 | CR Flamengo – Fluminense FC 0:1 Washington                        |
| 4 października 1987 | São Paulo – SC Corinthians Paulista 0:0                           |
| 4 października 1987 | Santa Cruz FC – Cruzeiro EC 0:0                                   |

#### Kolejka 6
| Data                | Mecz                                                           |
| ------------------- | -------------------------------------------------------------- |
| 7 października 1987 | EC Bahia – SC Internacional 0:2 Luís Fernando Flores (2)       |
| 7 października 1987 | Santa Cruz FC – Fluminense FC 1:1 Dadinho – Jandir             |
| 7 października 1987 | SE Palmeiras – CR Vasco da Gama 1:0 Edu Manga                  |
| 7 października 1987 | Botafogo FR – Santos FC 0:0                                    |
| 8 października 1987 | São Paulo – Atlético Mineiro 0:1 Sérgio Araújo                 |
| 8 października 1987 | Cruzeiro EC – SC Corinthians Paulista 1:1 Cláudio Adăo – Edmar |
| 8 października 1987 | Grêmio Porto Alegre – Goiás Goiânia 4:0 Cuca (4)               |
| 8 października 1987 | CR Flamengo – Coritiba FBC 3:1 Kita (2), Wágner s – Marildo    |

#### Kolejka 7
| Data                 | Mecz                                                                                        |
| -------------------- | ------------------------------------------------------------------------------------------- |
| 10 października 1987 | Santa Cruz FC – Santos FC 3:1 Dadinho, Alexandre, Ataíde – Mendonça                         |
| 11 października 1987 | CR Vasco da Gama – SC Corinthians Paulista 4:1 Romário (3), Vivinho – Paulo Roberto Costa s |
| 11 października 1987 | Cruzeiro EC – Atlético Mineiro 0:0                                                          |
| 11 października 1987 | Goiás Goiânia – CR Flamengo 1:1 Formiga – Zinho                                             |
| 11 października 1987 | SE Palmeiras – Coritiba FBC 1:0 Tato                                                        |
| 12 października 1987 | São Paulo – Botafogo FR 0:2 Maurício, Berg                                                  |
| 12 października 1987 | SC Internacional – Grêmio Porto Alegre 0:1 Jorge Veras                                      |
| 12 października 1987 | Fluminense FC – EC Bahia 0:1 Ronaldo Marques                                                |

#### Kolejka 8
| Data                 | Mecz                                                                    |
| -------------------- | ----------------------------------------------------------------------- |
| 16 października 1987 | Goiás Goiânia – SE Palmeiras 2:0 Formiga, Tiăozinho                     |
| 17 października 1987 | CR Vasco da Gama – Santa Cruz FC 0:0                                    |
| 17 października 1987 | Santos FC – EC Bahia 0:1 Sandro.                                        |
| 18 października 1987 | CR Flamengo – Cruzeiro EC 0:0                                           |
| 18 października 1987 | SC Corinthians Paulista – SC Internacional 1:0 Éverton                  |
| 18 października 1987 | Coritiba FBC – Botafogo FR 1:1 Luís Fernando Paulista – Tôni            |
| 18 października 1987 | Grêmio Porto Alegre – São Paulo 1:0 Valdo                               |
| 18 października 1987 | Atlético Mineiro – Fluminense FC 3:1 Chiquinho, Renato, Batista – Assis |

#### Tabele
| Poz | Klub                    | Mecze | Zw | Rem | Por | Pkt | BrZd | BrStr |
| --- | ----------------------- | ----- | -- | --- | --- | --- | ---- | ----- |
| 1   | Atlético Mineiro        | 8     | 6  | 2   | 0   | 14  | 14   | 3     |
| 2   | Grêmio Porto Alegre     | 8     | 5  | 2   | 1   | 12  | 8    | 1     |
| 3   | SE Palmeiras            | 8     | 4  | 1   | 3   | 9   | 6    | 7     |
| 4   | Botafogo FR             | 8     | 2  | 5   | 1   | 9   | 6    | 4     |
| 5   | EC Bahia                | 8     | 3  | 1   | 4   | 7   | 6    | 10    |
| 6   | CR Flamengo             | 8     | 2  | 3   | 3   | 7   | 6    | 8     |
| 7   | Santa Cruz FC           | 8     | 1  | 4   | 3   | 6   | 4    | 10    |
| 8   | SC Corinthians Paulista | 8     | 1  | 3   | 4   | 5   | 4    | 9     |

| Poz | Klub             | Mecze | Zw | Rem | Por | Pkt | BrZd | BrStr |
| --- | ---------------- | ----- | -- | --- | --- | --- | ---- | ----- |
| 1   | SC Internacional | 8     | 4  | 2   | 2   | 10  | 10   | 2     |
| 2   | Fluminense FC    | 8     | 3  | 3   | 2   | 9   | 7    | 6     |
| 3   | Cruzeiro EC      | 8     | 1  | 6   | 1   | 8   | 4    | 5     |
| 4   | CR Vasco da Gama | 8     | 3  | 1   | 4   | 7   | 10   | 7     |
| 5   | Goiás Goiânia    | 8     | 3  | 1   | 4   | 7   | 5    | 8     |
| 6   | São Paulo        | 8     | 2  | 2   | 4   | 6   | 7    | 7     |
| 7   | Coritiba FBC     | 8     | 2  | 2   | 4   | 6   | 6    | 10    |
| 8   | Santos FC        | 8     | 1  | 4   | 3   | 6   | 3    | 9     |

### Drugi etap

#### Kolejka 1
| Data                 | Mecz                                       |
| -------------------- | ------------------------------------------ |
| 23 października 1987 | Grêmio Porto Alegre – Atlético Mineiro 0:0 |
| 24 października 1987 | CR Flamengo – Botafogo FR 1:0 Jorginho     |
| 25 października 1987 | SC Corinthians Paulista – SE Palmeiras 0:0 |
| 25 października 1987 | EC Bahia – Santa Cruz FC 0:0               |

| Data                 | Mecz                                                           |
| -------------------- | -------------------------------------------------------------- |
| 24 października 1987 | São Paulo – Santos FC 3:1 Müller, Silas, Pita – Davi           |
| 24 października 1987 | CR Vasco da Gama – Fluminense FC 0:2 Romerito (2)              |
| 24 października 1987 | Goiás Goiânia – Coritiba FBC 1:1 Gomes – Mauro Madureira       |
| 24 października 1987 | Cruzeiro EC – SC Internacional 3:0 Cláudio Adăo (2), Heriberto |

#### Kolejka 2
| Data                 | Mecz                                                                  |
| -------------------- | --------------------------------------------------------------------- |
| 28 października 1987 | Botafogo FR – Atlético Mineiro 0:0                                    |
| 28 października 1987 | EC Bahia – SC Corinthians Paulista 1:1 Édson Mariano – Marcos Roberto |
| 28 października 1987 | Santa Cruz FC – SE Palmeiras 1:2 Rinaldo – Bizu (2)                   |
| 29 października 1987 | CR Flamengo – Grêmio Porto Alegre 1:1 ,rade – Jorge Veras             |

| Data                 | Mecz                                                              |
| -------------------- | ----------------------------------------------------------------- |
| 28 października 1987 | Cruzeiro EC – CR Vasco da Gama 3:0 Cláudio Adăo, Careca, Morôni s |
| 28 października 1987 | SC Internacional – Fluminense FC 0:1 Washington                   |
| 28 października 1987 | São Paulo – Goiás Goiânia 2:0 Silas, Raí                          |
| 29 października 1987 | Santos FC – Coritiba FBC 2:1 Chicăo, Osmarzinho – Mílton          |

#### Kolejka 3
| Data                 | Mecz                                                                        |
| -------------------- | --------------------------------------------------------------------------- |
| 31 października 1987 | SC Corinthians Paulista – Santa Cruz FC 2:1 Marcos Roberto, Edmar – Dadinho |
| 1 listopada 1987     | SE Palmeiras – EC Bahia 0:1 Zanata                                          |
| 1 listopada 1987     | Atlético Mineiro – CR Flamengo 1:0 Renato                                   |
| 2 listopada 1987     | Grêmio Porto Alegre – Botafogo FR 0:2 Éder, De Lima                         |

| Data                 | Mecz                                                                                        |
| -------------------- | ------------------------------------------------------------------------------------------- |
| 31 października 1987 | Coritiba FBC – São Paulo 3:2 Édson Borges, Tostăo, Luís Fernando Paulista – Edivaldo, Silas |
| 31 października 1987 | Fluminense FC – Cruzeiro EC 1:1 Romerito – Cláudio Adăo                                     |
| 1 listopada 1987     | CR Vasco da Gama – SC Internacional 1:0 Aírton s                                            |
| 1 listopada 1987     | Goiás Goiânia – Santos FC 0:0                                                               |

#### Kolejka 4
| Data             | Mecz                                                   |
| ---------------- | ------------------------------------------------------ |
| 7 listopada 1987 | CR Flamengo – SE Palmeiras 2:0 Renato Gaúcho, Aílton   |
| 7 listopada 1987 | Grêmio Porto Alegre – EC Bahia 2:0 Amaral, Cuca        |
| 7 listopada 1987 | Atlético Mineiro – Santa Cruz FC 2:0 Chiquinho, Renato |
| 7 listopada 1987 | Botafogo FR – SC Corinthians Paulista 1:0 Vágner       |

| Data             | Mecz                                                            |
| ---------------- | --------------------------------------------------------------- |
| 6 listopada 1987 | Santos FC – CR Vasco da Gama 0:0                                |
| 7 listopada 1987 | São Paulo – Fluminense FC 2:0 Dario Pereyra, Lę                 |
| 7 listopada 1987 | Coritiba FBC – Cruzeiro EC 0:3 Heriberto, Eduardo, Cláudio Adăo |
| 7 listopada 1987 | SC Internacional – Goiás Goiânia 0:0                            |

#### Kolejka 5
| Data              | Mecz                                                              |
| ----------------- | ----------------------------------------------------------------- |
| 11 listopada 1987 | SE Palmeiras – Grêmio Porto Alegre 2:1 Henrique s, Lino – Cuca    |
| 11 listopada 1987 | Santa Cruz FC – Botafogo FR 1:0 Dadinho                           |
| 11 listopada 1987 | SC Corinthians Paulista – Atlético Mineiro 1:2 Edmar – Renato (2) |
| 11 listopada 1987 | EC Bahia – CR Flamengo 0:2 Zinho, Bebeto                          |

| Data              | Mecz                                                              |
| ----------------- | ----------------------------------------------------------------- |
| 11 listopada 1987 | Fluminense FC – Goiás Goiânia 1:0 Ricardo Gomes                   |
| 11 listopada 1987 | SC Internacional – Santos FC 2:0 Amarildo (2)                     |
| 11 listopada 1987 | Cruzeiro EC – São Paulo 0:0                                       |
| 11 listopada 1987 | CR Vasco da Gama – Coritiba FBC 3:2 Roberto Dinamite (2), Romário |

#### Kolejka 6
| Data              | Mecz                                                              |
| ----------------- | ----------------------------------------------------------------- |
| 14 listopada 1987 | Santa Cruz FC – Grêmio Porto Alegre 2:1 Dadinho, Cardim – Cuca    |
| 14 listopada 1987 | SE Palmeiras – Botafogo FR 1:0 Bizu                               |
| 15 listopada 1987 | SC Corinthians Paulista – CR Flamengo 1:1 Marcos Roberto – Aílton |
| 15 listopada 1987 | EC Bahia – Atlético Mineiro 1:1 Bobô – Renato                     |

| Data              | Mecz                                                           |
| ----------------- | -------------------------------------------------------------- |
| 14 listopada 1987 | Fluminense FC – Santos FC 1:1 Washington – Osmarzinho          |
| 15 listopada 1987 | CR Vasco da Gama – São Paulo 1:2 Roberto Dinamite – Müller (2) |
| 15 listopada 1987 | SC Internacional – Coritiba FBC 0:0                            |
| 15 listopada 1987 | Cruzeiro EC – Goiás Goiânia 1:0 Heriberto                      |

#### Kolejka 7
| Data              | Mecz                                                     |
| ----------------- | -------------------------------------------------------- |
| 19 listopada 1987 | Grêmio Porto Alegre – SC Corinthians Paulista 1:0 Valdo  |
| 21 listopada 1987 | Botafogo FR – EC Bahia 2:2 De Lima, Berg – Bobô, Leandro |
| 22 listopada 1987 | CR Flamengo – Santa Cruz FC 3:1 Zico (3) – Cardim        |
| 22 listopada 1987 | Atlético Mineiro – SE Palmeiras 1:0 Marquinhos           |

| Data              | Mecz                                                                           |
| ----------------- | ------------------------------------------------------------------------------ |
| 21 listopada 1987 | São Paulo – SC Internacional 3:0 Müller (2), Silas                             |
| 21 listopada 1987 | Coritiba FBC – Fluminense FC 2:1 Luís Fernando Paulista, Édson Borges – Leomir |
| 22 listopada 1987 | Goiás Goiânia – CR Vasco da Gama 2:2 Formiga (2) – Humberto, Roberto Dinamite  |
| 22 listopada 1987 | Santos FC – Cruzeiro EC 0:1 Careca                                             |

#### Tabele
Ponieważ Atlético Mineiro wygrał grupę A w obu etapach, do półfinału awansował wicemistrz grupy A w drugim etapie – klub CR Flamengo. Atlético Mineiro jako zwycięzca obu etapów otrzymał dodatkowy punkt przed meczami półfinałowymi.
| Poz | Klub                    | Mecze | Zw | Rem | Por | Pkt | BrZd | BrStr |
| --- | ----------------------- | ----- | -- | --- | --- | --- | ---- | ----- |
| 1   | Atlético Mineiro        | 7     | 4  | 3   | 0   | 11  | 7    | 2     |
| 2   | CR Flamengo             | 7     | 4  | 2   | 1   | 10  | 10   | 4     |
| 3   | SE Palmeiras            | 7     | 3  | 1   | 3   | 7   | 5    | 6     |
| 4   | Botafogo FR             | 7     | 2  | 2   | 3   | 6   | 5    | 5     |
| 5   | Grêmio Porto Alegre     | 7     | 2  | 2   | 3   | 6   | 6    | 7     |
| 6   | EC Bahia                | 7     | 1  | 4   | 2   | 6   | 5    | 8     |
| 7   | Santa Cruz FC           | 7     | 2  | 1   | 4   | 5   | 6    | 10    |
| 8   | SC Corinthians Paulista | 7     | 1  | 3   | 3   | 5   | 5    | 7     |

| Poz | Klub             | Mecze | Zw | Rem | Por | Pkt | BrZd | BrStr |
| --- | ---------------- | ----- | -- | --- | --- | --- | ---- | ----- |
| 1   | Cruzeiro EC      | 7     | 5  | 2   | 0   | 12  | 12   | 1     |
| 2   | São Paulo        | 7     | 5  | 1   | 1   | 11  | 14   | 5     |
| 3   | Fluminense FC    | 7     | 3  | 2   | 2   | 8   | 7    | 6     |
| 4   | Coritiba FBC     | 7     | 2  | 2   | 3   | 6   | 9    | 12    |
| 5   | CR Vasco da Gama | 7     | 2  | 2   | 3   | 6   | 7    | 11    |
| 6   | Santos FC        | 7     | 1  | 3   | 3   | 5   | 4    | 8     |
| 7   | SC Internacional | 7     | 1  | 2   | 4   | 4   | 2    | 8     |
| 8   | Goiás Goiânia    | 7     | 0  | 4   | 3   | 4   | 3    | 7     |

### 1/2 finału
| CR Flamengo – Atlético Mineiro 1:0 i 3:2 1 29 listopada 1987 1:0 Bebeto 2 2 grudnia 1987 Zico, Bebeto, Renato Gaúcho – Chiquinho, Sérgio Araújo |
| SC Internacional – Cruzeiro EC 0:0 i 1:0 (dog) 1 29 listopada 1987 2 2 grudnia 1987 1:0 Amarildo                                                |

### Finał
| SC Internacional – CR Flamengo 1:1 i 0:1 |
| 6 grudnia 1987 Porto Alegre Estádio Beira-Rio (63 228) SC Internacional – CR Flamengo 1:1 (1:1) Sędzia: Ulisses Tavares da Silva Filho Bramki: 0:1 Bebeto 30, Amarildo 32 Sport Club Internacional (trener Ênio Vargas de Andrade): Taffarel – Luiz Carlos Winck, Aluísio, Nenê, Paulo Roberto (Norton), Norberto, Luís Fernando, Balalo, Hêider, Amarildo, Brites Clube de Regatas do Flamengo (trener Luís Carlos Nunes da Silva): Zé Carlos – Jorginho, Leandro, Edinho, Leonardo, Andrade, Aílton, Zico (Flávio), Renato, Bebeto (Henágio), Zinho |
| 13 grudnia 1987 Rio de Janeiro Maracanã (91 034) CR Flamengo – SC Internacional 1:0 (1:0) Sędzia: José de Assis Aragão Bramki: Bebeto 16 Clube de Regatas do Flamengo (trener Luís Carlos Nunes da Silva): Zé Carlos – Jorginho, Leandro, Edinho, Leonardo, Andrade, Aílton, Zico (Flávio), Renato, Bebeto, Zinho Sport Club Internacional (trener Ênio Vargas de Andrade): Taffarel – Luiz Carlos Winck, Aluísio, Nenê, Paulo Roberto (Beto), Norberto, Luís Fernando, Balalo; Hêider (Manu), Amarildo, Brites                                       |

Mistrzem Brazylii w 1987 roku w turnieju Módulo Verde został klub CR Flamengo, natomiast klub SC Internacional został wicemistrzem Brazylii.

### Końcowa klasyfikacja Módulo Verde 1987
| Poz | Klub                    | Mecze | Zw | Rem | Por | Pkt | BrZd | BrStr |
| --- | ----------------------- | ----- | -- | --- | --- | --- | ---- | ----- |
| 1   | CR Flamengo             | 19    | 9  | 6   | 4   | 24  | 22   | 15    |
| 2   | SC Internacional        | 19    | 6  | 6   | 7   | 18  | 14   | 12    |
| 3   | Atlético Mineiro        | 17    | 10 | 5   | 2   | 25  | 23   | 9     |
| 4   | Cruzeiro EC             | 17    | 6  | 9   | 2   | 21  | 16   | 7     |
| 5   | Grêmio Porto Alegre     | 15    | 7  | 4   | 4   | 18  | 14   | 8     |
| 6   | São Paulo               | 15    | 7  | 3   | 5   | 17  | 21   | 12    |
| 7   | Fluminense FC           | 15    | 6  | 5   | 4   | 17  | 14   | 12    |
| 8   | SE Palmeiras            | 15    | 7  | 2   | 6   | 16  | 11   | 13    |
| 9   | Botafogo FR             | 15    | 4  | 7   | 4   | 15  | 11   | 9     |
| 10  | CR Vasco da Gama        | 15    | 5  | 3   | 7   | 13  | 17   | 18    |
| 11  | EC Bahia                | 15    | 4  | 5   | 6   | 13  | 11   | 18    |
| 12  | Coritiba FBC            | 15    | 4  | 4   | 7   | 12  | 15   | 22    |
| 13  | Goiás Goiânia           | 15    | 3  | 5   | 7   | 11  | 8    | 15    |
| 14  | Santa Cruz FC           | 15    | 3  | 5   | 7   | 11  | 10   | 20    |
| 15  | Santos FC               | 15    | 2  | 7   | 6   | 11  | 7    | 17    |
| 16  | SC Corinthians Paulista | 15    | 2  | 6   | 7   | 10  | 9    | 16    |

## Taça Roberto Gomes Pedrosa – Módulo Amarelo
W turnieju miało wziąć udział 16 klubów, które podzielono na dwie grupy po 8 klubów. Ponieważ przydzielony do grupy B klub America FC zrezygnował z udziału w turnieju – grupa B liczyła 7 klubów.

### Pierwszy etap
W pierwszym etapie drużyny z grupy A grały tylko z drużynami z grupy B.

#### Mecze chronologicznie
| Data                 | Mecz                                      |
| -------------------- | ----------------------------------------- |
| 13 września 1987     | Bangu AC – Joinville 1:1                  |
| 13 września 1987     | Criciúma – Ceará SC 1:2                   |
| 13 września 1987     | Treze FC – Athletico Paranaense 0:0       |
| 13 września 1987     | CS Alagoano – Guarani FC 0:1              |
| 16 września 1987     | EC Vitória – Joinville 3:1                |
| 16 września 1987     | AA Internacional – Ceará SC 1:0           |
| 16 września 1987     | Sport Recife – Athletico Paranaense 1:1   |
| 16 września 1987     | Treze FC – Guarani FC 1:3                 |
| 17 września 1987     | Criciúma – Náutico Recife 2:0             |
| 19 września 1987     | Rio Branco AC – CS Alagoano 0:1           |
| 19 września 1987     | EC Vitória – Athletico Paranaense 1:2     |
| 20 września 1987     | AA Internacional – Treze FC 2:1           |
| 20 września 1987     | Atlético Goianiense – Ceará SC 1:0        |
| 20 września 1987     | Sport Recife – Guarani FC 2:0             |
| 20 września 1987     | Criciúma – Bangu AC 1:0                   |
| 20 września 1987     | Joinville – Náutico Recife 2:1            |
| 23 września 1987     | Athletico Paranaense – Bangu AC 1:2       |
| 23 września 1987     | Joinville – Treze FC 0:0                  |
| 23 września 1987     | Atlético Goianiense – CS Alagoano 3:1     |
| 23 września 1987     | Sport Recife – Criciúma 3:0               |
| 24 września 1987     | Náutico Recife – Rio Branco AC 0:1        |
| 27 września 1987     | Ceará SC – Rio Branco AC 1:1              |
| 27 września 1987     | Náutico Recife – Atlético Goianiense 2:1  |
| 27 września 1987     | Bangu AC – AA Internacional 1:0           |
| 27 września 1987     | Guarani FC – EC Vitória 0:1               |
| 27 września 1987     | Joinville – Sport Recife 0:1              |
| 27 września 1987     | Treze FC – Criciúma 2:1                   |
| 27 września 1987     | Athletico Paranaense – CS Alagoano 1:1    |
| 30 września 1987     | Portuguesa São Paulo – Sport Recife 1:1   |
| 30 września 1987     | AA Internacional – EC Vitória 0:0         |
| 30 września 1987     | Bangu AC – Guarani FC 0:0                 |
| 30 września 1987     | CS Alagoano – Criciúma 1:2                |
| 30 września 1987     | Treze FC – Atlético Goianiense 3:1        |
| 1 października 1987  | Ceará SC – Joinville 1:0                  |
| 3 października 1987  | AA Internacional – Náutico Recife 0:1     |
| 4 października 1987  | CS Alagoano – Joinville 3:2               |
| 4 października 1987  | Criciúma – EC Vitória 2:1                 |
| 4 października 1987  | Atlético Goianiense – Sport Recife 0:0    |
| 4 października 1987  | Bangu AC – Rio Branco AC 1:0              |
| 4 października 1987  | Ceará SC – Portuguesa São Paulo 1:1       |
| 7 października 1987  | CS Alagoano – AA Internacional 0:2        |
| 7 października 1987  | Rio Branco AC – Sport Recife 0:1          |
| 8 października 1987  | Náutico Recife – Portuguesa São Paulo 2:1 |
| 10 października 1987 | Atlético Goianiense – Bangu AC 1:0        |
| 11 października 1987 | Rio Branco AC – Treze FC 2:1              |
| 11 października 1987 | Sport Recife – AA Internacional 4:0       |
| 11 października 1987 | Guarani FC – Náutico Recife 4:2           |
| 11 października 1987 | EC Vitória – Portuguesa São Paulo 2:1     |
| 11 października 1987 | Ceará SC – Athletico Paranaense 0:1       |
| 13 października 1987 | Portuguesa São Paulo – Treze FC 1:0       |
| 14 października 1987 | Athletico Paranaense – Náutico Recife 2:0 |
| 14 października 1987 | Rio Branco AC – EC Vitória 0:0            |
| 15 października 1987 | Portuguesa São Paulo – Bangu AC 1:0       |
| 18 października 1987 | Portuguesa São Paulo – CS Alagoano 4:0    |
| 18 października 1987 | Guarani FC – Ceará SC 1:0                 |
| 18 października 1987 | EC Vitória – Atlético Goianiense 0:0      |

#### Tabele
| Poz | Klub                 | Mecze | Zw | Rem | Por | Pkt | BrZd | BrStr |
| --- | -------------------- | ----- | -- | --- | --- | --- | ---- | ----- |
| 1   | Athletico Paranaense | 7     | 3  | 3   | 1   | 9   | 8    | 5     |
| 2   | Guarani FC           | 7     | 4  | 1   | 2   | 9   | 9    | 6     |
| 3   | Criciúma             | 7     | 4  | 0   | 3   | 8   | 9    | 9     |
| 4   | Portuguesa São Paulo | 7     | 3  | 2   | 2   | 8   | 10   | 6     |
| 5   | Atlético Goianiense  | 7     | 3  | 2   | 2   | 8   | 7    | 6     |
| 6   | AA Internacional     | 7     | 3  | 1   | 3   | 7   | 5    | 7     |
| 7   | Rio Branco AC        | 7     | 2  | 2   | 3   | 6   | 4    | 5     |
| 8   | Joinville            | 7     | 1  | 2   | 4   | 4   | 6    | 10    |

Wobec równej liczby punktów rozegrany został mecz barażowy o pierwsze miejsce w grupie A.
| Data                 | Mecz                                  |
| -------------------- | ------------------------------------- |
| 21 października 1987 | Guarani FC – Athletico Paranaense 0:2 |

| Poz | Klub           | Mecze | Zw | Rem | Por | Pkt | BrZd | BrStr |
| --- | -------------- | ----- | -- | --- | --- | --- | ---- | ----- |
| 1   | Sport Recife   | 8     | 5  | 3   | 0   | 13  | 13   | 2     |
| 2   | EC Vitória     | 8     | 3  | 3   | 2   | 9   | 8    | 6     |
| 3   | Bangu AC       | 8     | 3  | 2   | 3   | 8   | 5    | 5     |
| 4   | Náutico Recife | 8     | 3  | 0   | 5   | 6   | 8    | 13    |
| 5   | Treze FC       | 8     | 2  | 2   | 4   | 6   | 8    | 10    |
| 6   | Ceará SC       | 8     | 2  | 2   | 4   | 6   | 5    | 7     |
| 7   | CS Alagoano    | 8     | 2  | 1   | 5   | 5   | 7    | 15    |

### Drugi etap

#### Grupa A
| Data                 | Mecz                                            |
| -------------------- | ----------------------------------------------- |
| 21 października 1987 | Rio Branco AC – Atlético Goianiense 0:0         |
| 24 października 1987 | Atlético Goianiense – Criciúma 0:2              |
| 25 października 1987 | Rio Branco AC – AA Internacional 0:0            |
| 25 października 1987 | Guarani FC – Portuguesa São Paulo 2:0           |
| 25 października 1987 | Joinville – Athletico Paranaense 1:2            |
| 28 października 1987 | Athletico Paranaense – Portuguesa São Paulo 0:1 |
| 28 października 1987 | Criciúma – Rio Branco AC 3:0                    |
| 28 października 1987 | AA Internacional – Atlético Goianiense 1:0      |
| 28 października 1987 | Joinville – Guarani FC 0:2                      |
| 1 listopada 1987     | Joinville – Rio Branco AC 0:0                   |
| 1 listopada 1987     | Guarani FC – Criciúma 2:0                       |
| 1 listopada 1987     | Portuguesa São Paulo – Atlético Goianiense 1:0  |
| 1 listopada 1987     | AA Internacional – Athletico Paranaense 1:1     |
| 4 listopada 1987     | Criciúma – Joinville 2:0                        |
| 4 listopada 1987     | Athletico Paranaense – Atlético Goianiense 3:0  |
| 8 listopada 1987     | AA Internacional – Joinville 0:0                |
| 8 listopada 1987     | Atlético Goianiense – Guarani FC 1:0            |
| 8 listopada 1987     | Athletico Paranaense – Rio Branco AC 1:1        |
| 8 listopada 1987     | Portuguesa São Paulo – Criciúma 0:0             |
| 11 listopada 1987    | Rio Branco AC – Guarani FC 2:3                  |
| 11 listopada 1987    | Atlético Goianiense – Joinville 0:0             |
| 11 listopada 1987    | Portuguesa São Paulo – AA Internacional 1:0     |
| 15 listopada 1987    | Guarani FC – Athletico Paranaense 0:0           |
| 15 listopada 1987    | Criciúma – AA Internacional 0:0                 |
| 15 listopada 1987    | Joinville – Portuguesa São Paulo 1:0            |
| 18 listopada 1987    | Guarani FC – AA Internacional 0:0               |
| 18 listopada 1987    | Criciúma – Athletico Paranaense 1:1             |
| 18 listopada 1987    | Portuguesa São Paulo – Rio Branco AC 0:1        |

| Poz | Klub                 | Mecze | Zw | Rem | Por | Pkt | BrZd | BrStr |
| --- | -------------------- | ----- | -- | --- | --- | --- | ---- | ----- |
| 1   | Guarani FC           | 7     | 4  | 2   | 1   | 10  | 9    | 3     |
| 2   | Criciúma             | 7     | 3  | 3   | 1   | 9   | 8    | 3     |
| 3   | Athletico Paranaense | 7     | 2  | 4   | 1   | 8   | 8    | 5     |
| 4   | Portuguesa São Paulo | 7     | 3  | 1   | 3   | 7   | 3    | 4     |
| 5   | AA Internacional     | 7     | 1  | 5   | 1   | 7   | 2    | 2     |
| 6   | Rio Branco AC        | 7     | 2  | 2   | 3   | 6   | 4    | 7     |
| 7   | Joinville            | 7     | 1  | 3   | 3   | 5   | 2    | 6     |
| 8   | Atlético Goianiense  | 7     | 1  | 2   | 4   | 4   | 1    | 7     |

#### Grupa B
| Data                 | Mecz                              |
| -------------------- | --------------------------------- |
| 21 października 1987 | Bangu AC – Ceará SC 2:0           |
| 21 października 1987 | EC Vitória – CS Alagoano 0:0      |
| 25 października 1987 | CS Alagoano – Náutico Recife 1:1  |
| 25 października 1987 | Sport Recife – Ceará SC 2:1       |
| 28 października 1987 | Bangu AC – Sport Recife 2:0       |
| 28 października 1987 | Ceará SC – Treze FC 0:2           |
| 1 listopada 1987     | Treze FC – EC Vitória 1:1         |
| 1 listopada 1987     | CS Alagoano – Bangu AC 0:0        |
| 1 listopada 1987     | Náutico Recife – Sport Recife 0:1 |
| 4 listopada 1987     | Náutico Recife – EC Vitória 2:2   |
| 4 listopada 1987     | Treze FC – Bangu AC 0:0           |
| 8 listopada 1987     | Sport Recife – EC Vitória 0:0     |
| 8 listopada 1987     | Ceará SC – Náutico Recife 1:0     |
| 8 listopada 1987     | Treze FC – CS Alagoano 2:1        |
| 11 listopada 1987    | CS Alagoano – Sport Recife 0:1    |
| 14 listopada 1987    | EC Vitória – Ceará SC 1:0         |
| 15 listopada 1987    | Sport Recife – Treze FC 2:1       |
| 15 listopada 1987    | Bangu AC – Náutico Recife 3:0     |
| 18 listopada 1987    | Ceará SC – CS Alagoano 2:0        |
| 18 listopada 1987    | EC Vitória – Bangu AC 3:1         |
| 18 listopada 1987    | Náutico Recife – Treze FC 2:1     |

| Poz | Klub           | Mecze | Zw | Rem | Por | Pkt | BrZd | BrStr |
| --- | -------------- | ----- | -- | --- | --- | --- | ---- | ----- |
| 1   | Sport Recife   | 6     | 4  | 1   | 1   | 9   | 6    | 4     |
| 2   | Bangu AC       | 6     | 3  | 2   | 1   | 8   | 8    | 3     |
| 3   | EC Vitória     | 6     | 2  | 4   | 0   | 8   | 7    | 4     |
| 4   | Treze FC       | 6     | 2  | 2   | 2   | 6   | 7    | 6     |
| 5   | Náutico Recife | 6     | 1  | 2   | 3   | 4   | 5    | 9     |
| 6   | Ceará SC       | 6     | 2  | 0   | 4   | 4   | 4    | 7     |
| 7   | CS Alagoano    | 6     | 0  | 3   | 3   | 3   | 2    | 6     |

Ponieważ Sport Recife wygrał grupę B zarówno w pierwszym, jak i w drugim etapie, drugie miejsce w drugim etapie dawało awans do półfinału. Ponieważ zespoły na drugim i trzecim miejscu miały jednakową liczbę punktów, rozegrany został mecz barażowy o drugie miejsce w grupie B.
| Data              | Mecz                                            |
| ----------------- | ----------------------------------------------- |
| 22 listopada 1987 | Bangu AC – EC Vitória 1:1 (0:0, 0:0), karne 4:3 |

### 1/2 finału
| Athletico Paranaense – Guarani FC 0:0 i 0:1 (dog) 1 28 listopada 1987 2 2 grudnia 1987? |
| Bangu AC – Sport Recife 3:2 i 1:3 1 28 listopada 1987? 2 2 grudnia 1987?                |

### Finał
| Guarani FC – Sport Recife 2:0 i 0:3 (dog), karne 11:11 |
| 6 grudnia 1987 Campinas Estádio Brinco de Ouro da Princesa (2 415 widzów) Guarani FC – Sport Recife 2:0 (2:0) Sędzia: Luís Carlos Félix Bramki: 1:0 Evair 11, 2:0 Evair 27. Guarani Futebol Clube: (trener Pedro Rocha) Sérgio Neri, Giba, Ricardo Rocha, Gílson Jader, Edson; Paulo Isidoro, João Carlos Maringá, Boiadeiro; Catatau, Evair (Carlinhos), João Paulo (Nei). Sport Club do Recife: (trener Emerson Leão) Flávio, Betão, Estevam, Marco Antonio, Zé Carlos Macaé; Rogério (Antonio Carlos), Ribamar, Zico; Robertinho, Nando (Augusto), Neto. |
| 13 grudnia 1987 Recife Estádio Adhelmar da Costa Carvalho (Estádio Ilha do Retiro) (16 674 widzów) Sport Recife – Guarani FC 3:0 (1:0, 3:0), karne 11:11 Sędzia: Josenil dos Santos Sousa Bramki: 1:0 Nando 19, 2:0 Zé Carlos Macaé 61, 3:0 Nando 67. Karne: 0:1 João Paulo, 1:1 Betão, 1:2 Gílson Jader, 2:2 Zico, 2:3 Giba, 3:3 Marco Antônio, Valdir Carioca (obrona bramkarza), Ribamar (niecelnie), 3:4 Mário Maguila, 4:4 Augusto, 4:5 Catatau, 5:5 Nando, 5:6 Edson, 6:6 Zé Carlos Macaé, 6:7 Nei, 7:7 Robertinho, 7:8 Ricardo Rocha, 8:8 Estevam, 8:9 Sérgio Neri, 9:9 Rogério (pierwsza próba obroniona przez bramkarza, ale sędzia zarządził powtórkę), 9:10 Giba, 10:10 Flávio, 10:11 Gílson Jader, 11:11 Betão. Czerwona kartka: Paulo Isidoro 32. Sport Club do Recife: (trener Emerson Leão) Flávio, Betão, Estevam, Marco Antônio, Zé Carlos Macaé; Rogério, Zico, Ribamar; Robertinho, Nando, Neco (Antônio Carlos) (Augusto). Guarani Futebol Clube: (trener Pedro Rocha) Sérgio Neri, Giba, Ricardo Rocha, Gílson Jader, Edson; Paulo Isidoro, João Carlos Maringá (Valdir Carioca), Nei; Catatau, Evair (Mário Maguila), João Paulo. W finale nie miała znaczenia różnica bramek, lecz jedynie różnica punktów, dlatego pomimo zwycięstwa 3:0 przez Sport Recife zarządzono dogrywkę, która nie przyniosła rozstrzygnięcia. W rzutach karnych po osiągnięciu stanu 11:11 obie strony doszły do porozumienia, w wyniku którego obu klubom przyznano wspólne zwycięstwo w turnieju. |

Zwycięzcami turnieju Módulo Amarelo w 1987 zostały jednocześnie dwa kluby – Guarani FC i Sport Recife.

### Końcowa klasyfikacja Módulo Amarelo 1987
| Poz                                | Klub                 | Mecze | Zw | Rem | Por | Pkt | BrZd | BrStr |
| ---------------------------------- | -------------------- | ----- | -- | --- | --- | --- | ---- | ----- |
| 1                                  | Sport Recife         | 18    | 11 | 4   | 3   | 26  | 27   | 12    |
| 2                                  | Guarani FC           | 18    | 10 | 4   | 4   | 24  | 21   | 12    |
| 3                                  | Bangu AC             | 16    | 7  | 4   | 5   | 18  | 17   | 13    |
| 4                                  | Athletico Paranaense | 16    | 5  | 8   | 3   | 18  | 16   | 11    |
| 5                                  | Criciúma             | 14    | 7  | 3   | 4   | 17  | 17   | 12    |
| 6                                  | EC Vitória           | 14    | 5  | 7   | 2   | 17  | 15   | 10    |
| 7                                  | Portuguesa São Paulo | 14    | 6  | 3   | 5   | 15  | 13   | 10    |
| 8                                  | AA Internacional     | 14    | 4  | 6   | 4   | 14  | 7    | 9     |
| 9                                  | Treze FC             | 14    | 4  | 4   | 6   | 12  | 15   | 16    |
| 10                                 | Rio Branco AC        | 14    | 4  | 4   | 6   | 12  | 8    | 12    |
| 11                                 | Atlético Goianiense  | 14    | 4  | 4   | 6   | 12  | 8    | 13    |
| 12                                 | Ceará SC             | 14    | 4  | 2   | 8   | 10  | 9    | 14    |
| 13                                 | Náutico Recife       | 14    | 4  | 2   | 8   | 10  | 13   | 22    |
| 14                                 | Joinville            | 14    | 2  | 5   | 7   | 9   | 8    | 16    |
| 15                                 | CS Alagoano          | 14    | 2  | 4   | 8   | 8   | 9    | 21    |
| \| Legenda: \| \| I liga w 1988 \| |                      |       |    |     |     |     |      |       |
| Legenda:                           |                      |       |    |     |     |     |      |       |
| I liga w 1988                      |                      |       |    |     |     |     |      |       |

## Mistrzostwo Brazylii
Początkowo mistrza Brazylii miał wyłonić organizowany przez Clube dos 13 turniej Módulo Verde. W wyniki zmiany regulaminu przez CBF, zarządzone przez nią dodatkowe, nie przewidziane pierwotną umową półfinały zostały przez Flamengo i Internacional zbojkotowane. Tym samym finał rozegrano pomiędzy zwycięzcami Módulo Amarelo.

### Półfinał
Ponieważ dwa najlepsze kluby Módulo Verde – CR Flamengo i SC Internacional – odmówiły walki o mistrzostwo Brazylii z dwoma najlepszymi zespołami Módulo Amarelo (Guarani FC i Sport) – do finału awansowały walkowerem dwa najlepsze zespoły z Módulo Amarelo.
| Guarani FC – CR Flamengo 1:0 vo i 1:0 vo 1 24 stycznia 1988 2 27 stycznia 1988        |
| Sport Recife – SC Internacional 1:0 vo i 1:0 vo 1 24 stycznia 1988 2 27 stycznia 1988 |

### Finał
| Guarani FC – Sport Recife 1:1 i 0:1 |
| 30 stycznia 1988 Campinas Estádio Brinco de Ouro da Princesa (4627) Guarani FC – Sport Recife 1:1 (0:0) Sędzia: Carlos Elias Pimentel Bramki: 0:1 Betão 52k, 1:1 Catatau 62k Guarani Futebol Clube (trener José Luís Carbone): Sérgio Neri, Giba, Luciano, Ricardo Rocha, Albéris (Gil Baiano), Paulo Isidoro, Nei (Carlinhos), Boiadeiro, Catatau, Mário Maguila, João Paulo Sport Club do Recife (trener Jair Picerni): Flávio, Betão, Estevam, Marco Antonio, Zé Carlos Macaé, Rogério, Zico, Ribamar (Disco), Robertinho, Nando (Augusto), Neco |
| 7 lutego 1988 Recife Estádio Ilha do Retiro (26 282) Sport Recife – Guarani FC 1:0 (0:0) Sędzia: Luís Carlos Félix Bramki: 1:0 Marco Antônio 64 Sport Club do Recife (trener Jair Picerni): Flávio, Betão, Estevam, Marco Antônio, Zé Carlos Macaé, Rogério, Ribamar (Augusto), Zico, Robertinho, Nando, Neco Guarani Futebol Clube (trener José Luís Carbone): Sérgio Néri, Gil Baiano, Luciano, Ricardo Rocha, Albéris, Paulo Isidoro, Nei (Carlinhos), Marco Antônio Boiadeiro, Catatau (Mário), Evair, João Paulo                               |

Oficjalnym mistrzem Brazylii w 1987 roku został klub Sport Recife, a wicemistrzem Brazylii – Guarani FC.